# Andreas Thaler

Andreas Thaler, Porträt im Andreas-Thaler-Haus in Treze Tílias

Andreas Thaler (* 10. September 1883 in Oberau, Tirol; † 28. Juni 1939 in Dreizehnlinden, Brasilien) war ein österreichischer Politiker (u. a. Bundesminister für Land- und Forstwirtschaft) und Koloniegründer in Brasilien.

## Leben
Nach dem Besuch der Gymnasien in Salzburg, Hall in Tirol und Feldkirch und Arbeit als Knecht und Holzknecht erwarb Andreas Thaler 1910 eine eigene Landwirtschaft.

### Politik
Von 1914 bis 1919 war er Gemeindevorsteher von Oberau und ab 1919 Abgeordneter im Tiroler Landtag. Von 1919 bis 1921 fungierte er als Obmann des Tiroler Antisemitenbundes. 1929–1932 war er Obmann des Reichsbauernbundes. 1927 bis zur „Selbstausschaltung des Parlaments“ 1933 war er Nationalratsabgeordneter für die Christlichsoziale Partei. Von 15. Jänner 1926 bis 4. Mai 1929 und vom 30. September 1930 bis zum 18. März 1931 war er in fünf Kabinetten Bundesminister für Land- und Forstwirtschaft.

### Dreizehnlinden

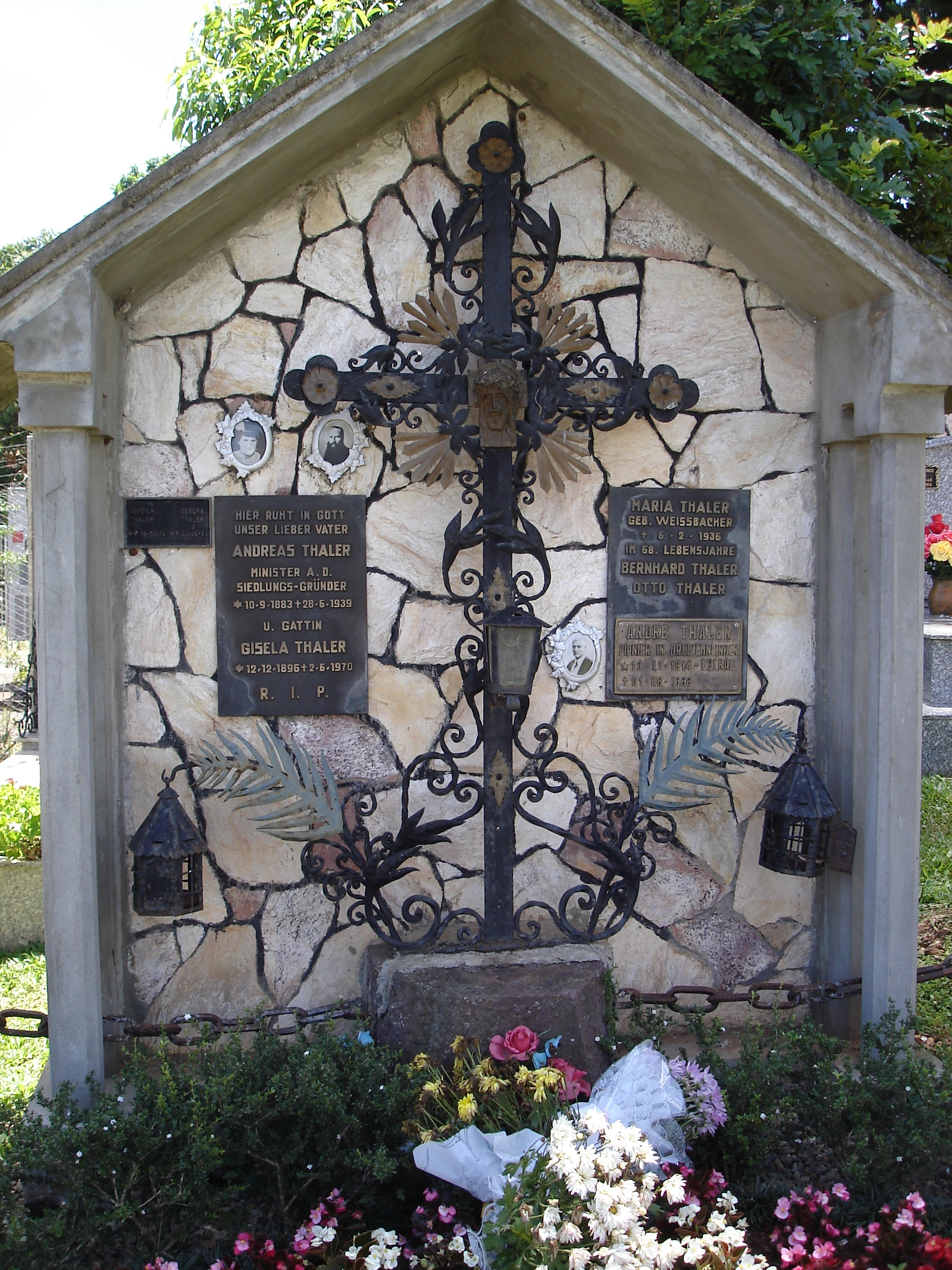
Thalers Grabstätte in Dreizehnlinden

Aufgrund der wirtschaftlichen Not vieler Tiroler Bauern hatte Thaler den Plan einer geschlossenen österreichischen katholischen Ansiedlung in Südamerika und unternahm hierfür mehrere Reisen nach Lateinamerika, um den geeigneten Standort dafür zu finden. Schließlich fiel die Wahl auf den südbrasilianischen Bundesstaat Santa Catarina, wo bereits mehrere Siedlungen mit deutschsprachigen Einwanderern bestanden, wie zum Beispiel Blumenau, Pomerode und Joinville. Dort gründete er Treze Tílias - Dreizehn Linden.
1933 erfolgte der Transport der Familien über den Hafen von Genua. Nach Anfangsschwierigkeiten stabilisierte sich die Siedlung und es konnte in den ersten Jahren bereits eine Schule und eine Kirche errichtet werden. Bei einer Überschwemmung 1939 kam Andreas Thaler unter bisher nicht ganz geklärten Umständen ums Leben.

### Nachkommen
Seine Nachkommen leben und arbeiten noch heute in der Urwaldsiedlung. Seine Enkel sind brasilienweit für die Anfertigung von Holzschnitzereien bekannt, darunter Gotfredo Thaler.

## Film
- 2023: Menschen & Mächte: Tirol unter Palmen, Regie: Rainer Mostbauer[5]